# Histoire des Arabes en Palestine
L’histoire des Arabes en Palestine débute avec les premiers pèlerinages Ghassanides en Terre sainte, durant la période byzantine. À la suite de la conquête musulmane, des Arabes s'installent en Palestine. Durant la seconde partie de la période ottomane, la région est nourrie par des vagues d’immigration en provenance du centre de la Palestine et d’autres provinces de l’Empire ottoman, la Syrie, l’Irak, l’Égypte, le Liban d'aujourd'hui,,,,.
De nos jours, les Arabes vivant en Palestine, sont les Palestiniens et les Arabes israéliens.

## Avant la conquête musulmane
La Palestine byzantine comprenait une majorité samaritaine en Samarie, juive en Galilée, et dans les autres régions, chrétienne, composé de Melchites, locuteur du grec et de l'araméen. En 542, une épidémie de peste bubonique survient et fit périr un tiers de la population.
Durant cette période, des chrétiens arabes, les Ghassanides effectuaient des pèlerinages en Terre sainte.

## La domination arabe
En 638, le calife Omar (634-644), annexe les territoires de Syrie et de Palestine. Jérusalem tombe après deux ans de siège. Des juifs et des chrétiens restent néanmoins à Jérusalem, et les premiers musulmans, des Arabes de la péninsule Arabique, commencent à s'y installer. Vers 691, le « Dôme du Rocher » est construit à Jérusalem. Salih ibn Ali, le Wali d’Égypte est nommé gouverneur de la Palestine. De 792 à 793 un conflit éclate entre les tribus bédouines Mudhar et Yamani. Au Xe siècle, la dynastie des Fatimides s’oppose aux attaques turques, bédouines et byzantines et étend son empire sur la Palestine en 972.

### Entre croisés et royaumes musulmans
La première croisade est lancée en 1095 par le pape Urbain II depuis Clermont pour rétablir l'accès aux lieux de pèlerinages de la chrétienté en Terre sainte, autorisé jusque-là par les Arabes abbassides, mais interdit par les nouveaux maîtres de Jérusalem à partir de 1071, les Turcs seldjoukides, de nouveaux venus provenant des steppes de l'Asie. Le 15 juillet 1099, Jérusalem est prise par les Croisés, une grande partie des habitants musulmans et juifs est massacrée. Le royaume franc de Jérusalem est fondé et va durer un peu moins de deux siècles.
En juin 1101, lors de la Bataille de Rama, Baudouin Ier écrase l’armée égyptienne du général-émir al Sawla al Qavasi. En mai 1102, lors de la seconde Bataille de Rama, 20 000 guerriers égyptiens débarquent et prennent par surprise le roi Baudouin et ses chevaliers qui sont massacrés. Le roi réussit à s'échapper, mais Jérusalem se retrouve sans défense, or, curieusement, les Égyptiens ne tentent rien et repartent. En 1113, les armées syriennes de Mawdûd, atabek de Mossoul et de Tughtekin, émir de Damas, attaquent les bourgs francs de Galilée. Le roi Baudouin Ier les affronte lors de la bataille de Sinn al'Nabra qu’il perd, mais il est sauvé par l’arrivée de renforts de la principauté d'Antioche et du comté de Tripoli et finalement les Syriens se retirent.
En 1118, un certain nombre d’anciens croisés épousent des femmes arabes et adoptent nombre de coutumes orientales, formant une population appelée les « poulains ». Des persécutions forcent les Juifs à l'exil en grand nombre, ainsi que les musulmans. Finalement, les croisés tentent une colonisation de peuplement latin qui ne durera guère, le clergé latin refusant d'accorder l'égalité aux Arméniens.
À partir des années 1180, Salâh al-Dîn, dit Saladin, étend son hégémonie sur le Proche-Orient musulman comme sultan d’Égypte et fonde la dynastie des Ayyoubides. Bien que tolérant sur le plan religieux, il veut mettre fin à la domination politique des Croisés. qu'il vainc à la bataille de Hattin (Attîn). Il entre en vainqueur à Jérusalem en octobre 1187 et restitue à l'islam les mosquées de Jérusalem tout en laissant le Saint Sépulcre au culte chrétien et en permettant aux Juifs de rebâtir le Mur des Lamentations. Cet évènement, dès qu’il est connu en Europe entraîne l’appel à la troisième croisade. Avec la défaite des Croisés et la victoire de Saladin, la communauté juive se réimplante à Jérusalem tandis que les croisés conservent Acre et la région côtière.
Jérusalem est brièvement restituée aux Croisés en 1229 par un accord entre les Ayyoubides mais revient définitivement aux musulmans en 1244. Les Mamelouks, qui renversent les Ayyoubides en 1250, prennent Acre en 1291, mettant fin à la domination des Croisés.

### La période mamelouke (1250 - 1516)
Après les Ayyoubides, du XIIIe siècle au XVIe siècle, les Mamelouks égyptiens, créés en 1230, prennent en 1250 le pouvoir en Égypte et étendent leur pouvoir sur la Palestine et la Syrie.
En 1516, le sultan ottoman Sélim Ier vainc les Mamelouks et étend son pouvoir sur l'ensemble du Proche-Orient.

## La période ottomane (1516 - 1917)

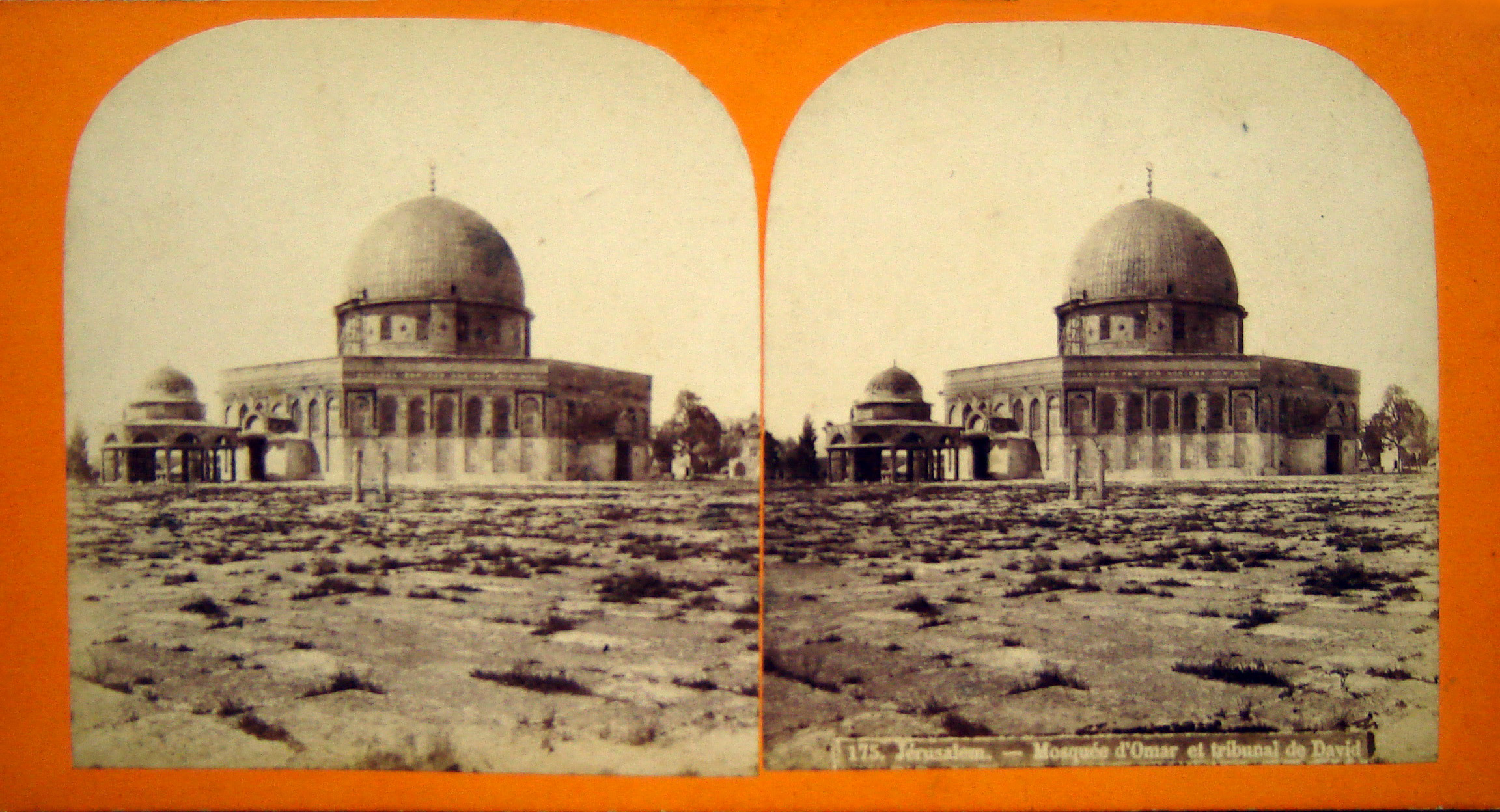
Photographie du Dôme du Rocher (fin du XIXe siècle)

John Lewis Burckhardt décrit les migrations du XVIIIe siècle, comme étant dues à l'oppression du gouvernement d'un côté, et celle des Bédouins de l'autre, qui réduisit les Fellahs du Hauran à une condition peu différente des nomades. À cela s'ajoutent des famines récurrentes,, auquel les habitants du Hauran prévoyaient une nourriture spéciale pour les famines. La Syrie ottomane connut une dernière famine de 1915 à 1918. Selon Yehoshua Porath (en), l’immigration arabe sous l’Empire ottoman apparut simultanément à une émigration vers d'autres provinces de l’empire. Néanmoins, J. McCarthy, en se basant sur les registres ottomans, postule que ces immigrations étaient restées relativement faibles. La présence de migrants à Jérusalem et Hébron, est relevée par un recensement ottoman de 1905. Le démographe Robert Bachi précise : « Entre 1800 et 1914, la population musulmane connaît un accroissement moyen très rapide, de l'ordre de 6 à 4 ppm, ce qui peut être comparé avec l'estimation de 4 ppm des pays dits sous-développés entre 1800 et 1910 [ainsi], une part de l'accroissement de la population musulmane est due à l'immigration ».
En effet, le mode de vie « nomade » des Arabes de la région, était depuis longtemps commun, comme l'atteste le rapport Hope Simpson. Les Druzes entrèrent en conflit avec les autorités turques et leurs voisins arabes, et des expulsions s'ensuivirent, certains s'installèrent en Palestine.

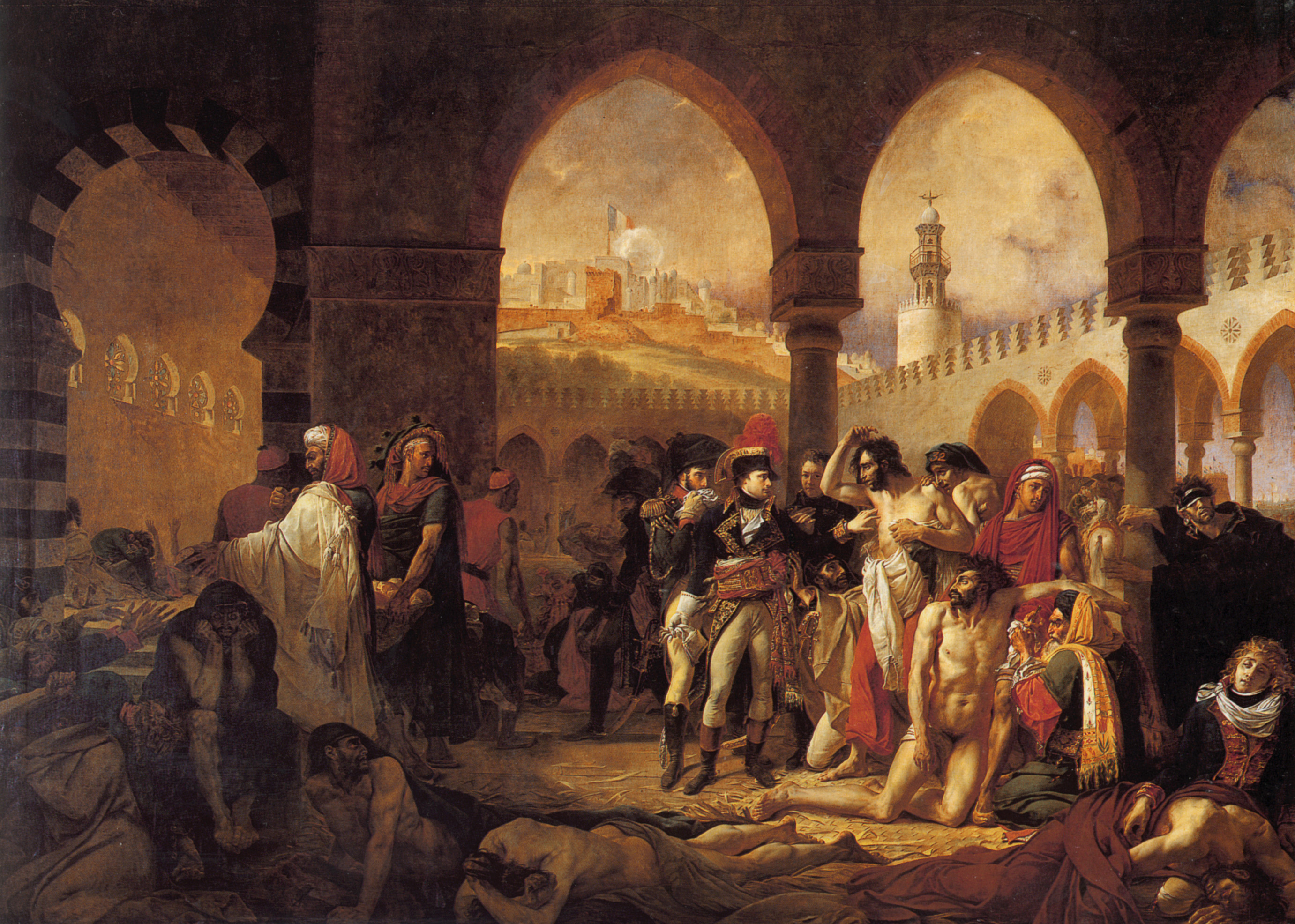
Antoine-Jean Gros, Bonaparte visitant les pestiférés de Jaffa

Napoléon Bonaparte en 1799, dévaste la région depuis Gaza jusqu'à Saint-Jean d’Acre, détruisant les villes, dont Jaffa, brûlant les villages et faisant plus de 20 000 morts,. Il est alors contraint d’ordonner la retraite, à la suite de la peste et de l'ophtalmie qui sévissent dans ses rangs. La région est par la suite sujette à des razzias perpétrées par les Bédouins contrôlant la vallée du Jourdain, les zones côtières et le désert du Néguev.
En 1831, Mehmet Ali d’Égypte envahit la région, ce qui mit fin aux conflits entre tribus bédouines et entre certains clans fellahs. De nombreux Fellahs de la région fuirent vers d'autres régions. Une émigration d'agriculteurs égyptiens, notamment fuyant la conscription milliaire y succéda .
En 1834, Ibrahim Pacha mate la révolte paysanne de Palestine et implante des Égyptiens à Beisan, Naplouse, Irbid, Acre, et Jaffa.
Dans d’autres régions, notamment à Safed différentes populations immigrent ; des Maures, des Kurdes, des populations turques, des Albanais, des Grecs, des Arméniens, des Druzes et Circassien. En 1878, l’empire austro-hongrois envahit la Bosnie et une émigration de Bosniaques s’ensuit jusqu'en 1908, lors de l’annexion de la Bosnie, certains furent amenés en Palestine pour renforcer les rangs de l’armée ottomane et d'autres s’installèrent dans le nord de la Palestine, à Amman et dans la plaine du Sharon,,. À Naplouse, une part importante de la population aurait parmi ses ascendants des Samaritains convertis à l’islam et « arabisés »,. Charles Clermont-Ganneau soutient néanmoins que « la race non citadine, aux mœurs sédentaires, aux habitudes originales, au langage même plein de particularités, qui occupe la Judée, notamment la partie montagneuse (…) n’est nullement, comme on l’admet d’ordinaire, celle à laquelle appartiennent les hordes nomades venues de l’Arabie avec les généraux d’Omar ».
Durant la période ottomane, la population déclina et fluctua de 150 000 à 250 000 habitants, et ce n'est qu'à partir de la fin du XIXe siècle que la population croît, notamment grâce à de l'amélioration des conditions sanitaires entreprise par les autorités ottomanes et les missionnaires chrétiens. Ainsi la population doubla presque de 350 000 en 1870 à 660 000 personnes en 1914. De plus, la région connu un changement d’ordre économique et social, caractérisé par un développement urbain, rural et industriel semblablement à d'autres régions ottomanes. Néanmoins, la région connaît un haut taux de mortalité que McCarthy attribue aux guerres que mène l’armée ottomane dans la région. Léon de Laborde rapporte des famines dans la province du Hauran et en Palestine, durant le XIXe siècle, provoquées par des invasions de sauterelles qui ravageaient la région en détruisant les récoltes tout en transmettant la peste. Ce qui en fit déserter, la plupart de ses habitants. En 1865, une épidémie de choléra fit des ravages, subsistant jusqu'en 1866, dans la ville de Tibériade,. La malaria infectait principalement la région de Galilée et les régions comportant des eaux stagnantes, à tel point que le taux de mortalité infantile atteignait plus de 80 % en Galilée et ce fut seulement par les mesures sanitaires britanniques et sionistes, que fut réduite la mortalité à 35-40 % début 1940, et par la suite éradiquée en 1946. Les pionniers sionistes de la fin du XIXe siècle rapportèrent également des cas de dysenterie, de grippe et de maladie saisonnière. Le rapport de la commission royale britannique de 1913 fit état d'une région sous-peuplée et restée économiquement stagnante jusqu'à l’arrivée des premiers pionniers sionistes en 1880, qui étaient venus reconstruire la terre juive. Lewis French, directeur britannique du développement de la Palestine, déclara en 1931 : « Nous l’avons trouvée habitée par des fellahs (agriculteurs arabes) qui vivent dans des taudis de boue et souffrent sévèrement de la malaria très répandue. De grands secteurs étaient non cultivés. […] Il n’y avait presque aucune sécurité publique, les fellahs sont sans cesse soumis au pillage de leurs voisins nomades, les bédouins ».

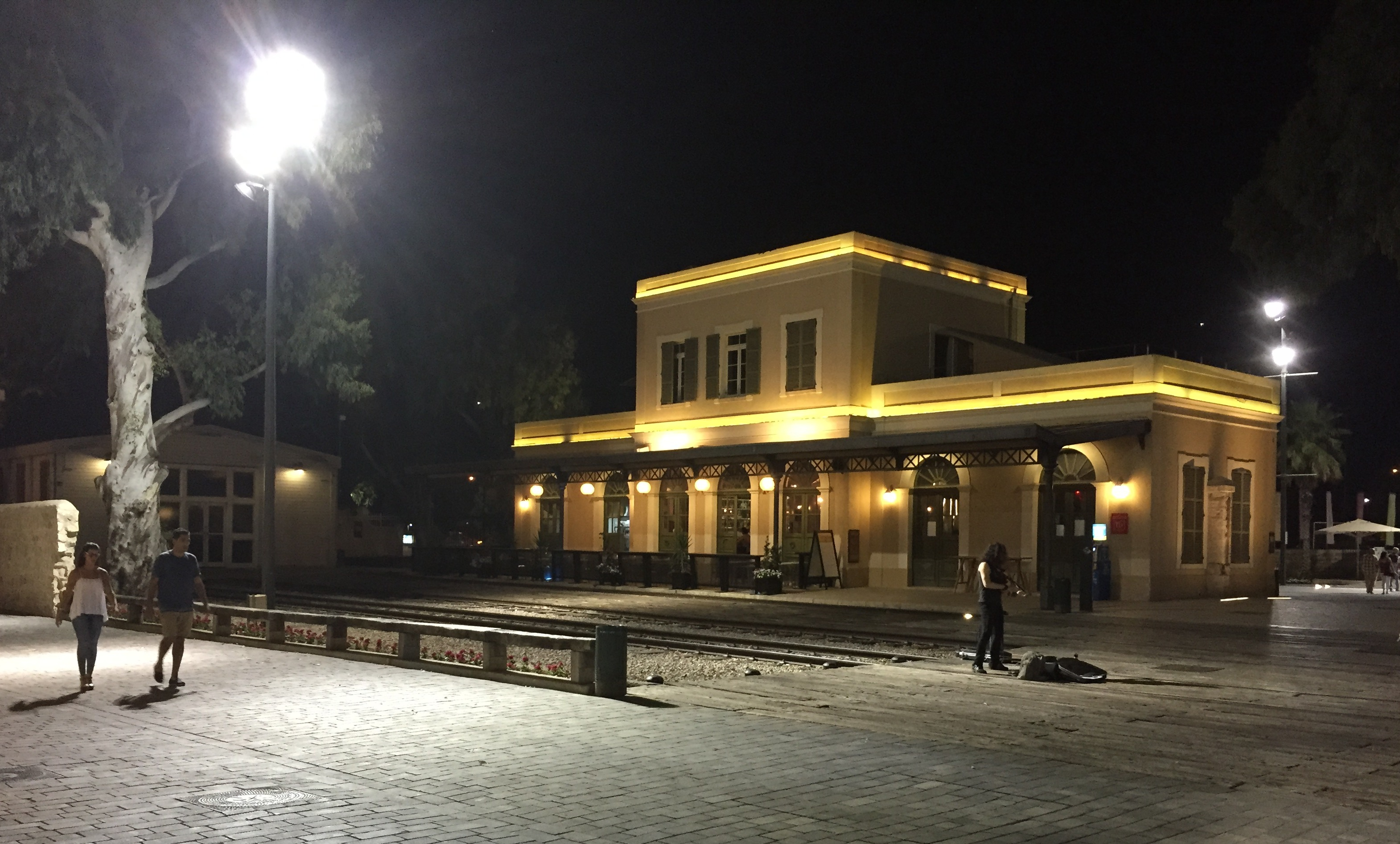
Gare turque - aujourd'hui désaffectée et transformée en restaurant - de Jaffa

Sous l'Empire ottoman, fut construite la première voie ferrée du Moyen-Orient reliant Jaffa à Jérusalem, par Joseph Navon, qu'il fit ensuite raccorder à Gaza puis à Naplouse. Ce qui contribua à l'essor économique de la Palestine.
Les ottomans provoquèrent un exode de la population arabe, d'approximativement 35 000 personnes entre 1915 et 1919. Lors des combats contre les Britanniques, les Ottomans expulsèrent les 80 000 Arabes de Gaza. L'accroissement de la population de Palestine après 1880 est considéré comme étant dû à l'accroissement naturel de la population ainsi qu'à la simple installation de populations arabes du Moyen-Orient attirées par les « opportunités » offertes par l'immigration juive (d'autant qu'aucune frontière n'existait entre les deux rives du Jourdain),. En effet l'augmentation de près d’un million d’individus en l’espace d’un siècle, a été nourrie par des vagues d’immigration en provenance du centre de la Palestine et d’autres provinces de l’Empire ottoman, la Syrie, l’Irak, l’Égypte, le Liban d'aujourd'hui,,,,. Ainsi de nombreux nouveaux arrivants venus des régions avoisinantes, peuplent la région à la fin du XIXe siècle,. À partir du XIXe siècle, de nombreuses tribus bédouines migrèrent progressivement depuis les régions désertiques vers celles de la Palestine et de la Transjordanie.
En 1913, la commission royale britannique déclara que la région est sous-peuplée et est restée économiquement stagnante jusqu'à l’arrivée des premiers pionniers sionistes en 1880, qui sont venus pour reconstruire la terre juive.
Henry Maundrell en 1697, l’archéologue britannique Thomas Shaw en 1738, Fredric Hasselquist en 1749  le comte François Volney en 1785, James Silk Buckingham (en) en 1815, Alphonse de Lamartine en 1832, le vicomte de Châteaubriant en 1838, Edward Robinson en 1838, William Thackeray en 1844, Alexander Keith en 1844, James Finn en 1857, Arthur Penrhyn Stanley en 1862, Mark Twain en 1867, Gustave Flaubert en 1910 et Frederick Treves en 1912 témoignèrent d'une région largement sous-peuplée.

## Le mandat britannique
L’administration britannique permit l'installation d’infrastructures et le développement du réseau ferroviaire et routier. Ainsi entre 1922 et 1931, le kilométrage de routes empierrées passe de 450 à 922 km. Les Britanniques développèrent le port de Haïfa, alors en concurrence avec celui de Beyrouth.
En 1920, La Société des Nations rapportait qu'il y avait à peine 700 000 personnes en Palestine à cette époque, dont 235 000 vivent dans de grandes villes et 465 000 vivent dans de petites villes ou des villages.
Selon les estimations d'Itzhak Galnoor, approximativement 100 000 Arabes immigrèrent en Palestine mandataire entre 1922 et 1948. Celle de 1919 à 1939, de Martin Gilbert, sont de 50 000. Dans les années qui suivirent, la province du Hauran connut une famine, qui faisait suite à celle qui s'était produite durant la Première Guerre mondiale,. Ce fléau aurait occasionné une immigration vers les régions de Palestine en plein développement. Les Britanniques instaurèrent des quotas à l'immigration juive, tout en tolérant l'immigration arabe depuis la Syrie et depuis l'Égypte (ne contrôlant pas les frontières du mandat). En 1933, une ordonnance britannique permit aux Arabes et Bédouins d’acquérir librement des terres non cultivées. La plaine côtière accueille de nombreux travailleurs égyptiens, dont certains ont été employés par les Britanniques dans la construction des chemins de fer. Des écrits britanniques de 1918 mentionnaient déjà une abondante présence égyptienne, notamment à Gaza. Le gouverneur du Sinaï décrit cette immigration comme permettant de réduire la misère de la population arabe.
Le démographe Robert Bachi, en se basant sur les recensements britanniques de 1922 et 1931, déduit un nombre minimum de 70 000 migrants, ce qui représente 11,6 % de la population arabe de 1931. L’institut Royal des affaires Internationales britannique reporte que le nombre de migrants depuis la Syrie et la Transjordanie est inconnu, mais probablement considérable. Le Palestine Blue Book de 1937 rapporte le phénomène, en ajoutant qu'il ne peut néanmoins être répertorié ni faire l’objet d’estimations fiables. De 1922 à 1944, la population arabe installée entre Tel-Aviv et Haïfa triple et celle depuis Jaffa jusqu'à la frontière égyptienne double à la suite d'une forte immigration, notamment à Yavné. Avec une croissance de la population arabe de 0,8 % à partir de 1922, la population arabe aurait dû être de 785 000 en 1947 d'après des estimations, mais fut de 1.2 à 1.3 million en 1947. Ceux-ci se concentraient dans la région de Haïfa, et étaient des travailleurs salariés, vivant dans des huttes de fortune. Dans les années 1930, les difficultés économiques, entrainent nombre d'entre eux dans une misère parfois extrême.
Au début du siècle, les dirigeants arabes témoignèrent de leur sympathie avec le mouvement sioniste, perçu comme capable d'apporter la prospérité, ainsi que favorable aux aspirations pan-arabes. Dawood Barakat, éditeur du journal égyptien Al-Ahram écrivit ainsi, en 1914 : « Les sionistes sont nécessaires pour le pays : l’argent qu’ils apporteront, leurs connaissances, leur intelligence et l’industrialisation qui les caractérise contribueront sans aucun doute à la régénération du pays ». Hussein Al-Qibla, gardien des lieux saints en Arabie saoudite, écrivit en 1918 : « Les ressources du pays et le sol vierge seront développés par les immigrés Juifs. […] Nous avons vu les Juifs des pays étrangers venir en Palestine de Russie, d’Allemagne, d’Autriche, d’Espagne, d’Amérique ». En 1931, Les pionniers sionistes avait rendu un tiers du territoire cultivable.

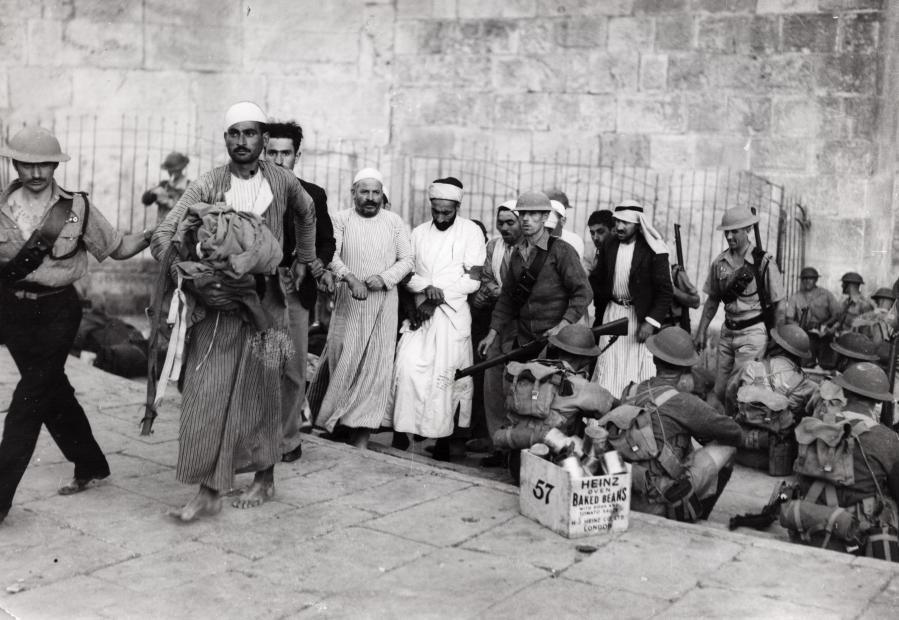
Insurgés arabes arrêtés par des soldats britanniques à Jérusalem au cours de la révolte de 1936 à 1939

De 1936 à 1939, les Arabes lancent une révolte contre les autorités britanniques et des violences contre les Juifs.

## Depuis 1948
En 1948, la population de Palestine passe à 1 900 000 personnes, dont 68 % d'Arabes, et 32 % de Juifs (rapport UNSCOP, comprenant les Bédouins).
Le 14 mai 1948, l’État d’Israël acquiert son indépendance. Le lendemain, les pays frontaliers, appuyés par la ligue arabe et les milices Arabes, lancent une offensive conjointe contre l'État juif. La guerre engendra un exode des Arabes de Palestine, qui se retrouvèrent dans des camps de réfugiés et victimes de persécution dans leurs pays hôtes,. Dans ces conditions, fut favorisée l’émergence d’une identité palestinienne distincte. Cela poussa à la création d'un mouvement national palestinien, basé sur trois réclamations fondamentales : l'abolition d'Israël en faveur de l'État de Palestine et l'application du droit du retour des Palestiniens en Palestine.
D'autres revendications décrivent les Palestiniens comme étant apparentés à des peuples de la Bible. Jésus serait selon cette narration, un musulman palestinien,.

## Source
- Cet article est partiellement ou en totalité issu de l'article intitulé « Palestiniens » (voir la liste des auteurs).